# ジョン・ジェームズ・オーデュボン

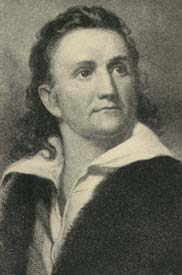
ジョン・ジェームズ・オーデュボン

ジョン・ジェームズ・オーデュボン（英語:John James Audubon, フランス語ではJean-Jacques Audubon、1785年4月26日 - 1851年1月27日）は、アメリカ合衆国の画家・鳥類研究家。
北アメリカの鳥類を自然の生息環境の中で極めて写実的に描いた博物画集の『アメリカの鳥類』（Birds of America, 1838年）によって知られる。

## 生涯
西インド諸島のフランス領サン・ドマング（現ハイチ）レカイで、フランスからの移民ジャンヌ・ラビーヌの私生児として生まれた。父親はブルトン人の船長で、島でプランテーションと奴隷を所有するジャン・オーデュボンであった。まもなく母と死別し、父に連れられてフランスに帰国。ナントや、そこからほど近いクエロンの父の所領で、父の本妻アンヌ・モワネ・オーデュボンによって育てられた。7歳から絵を習った。
1803年の時に、フランスの統領政府の徴兵から逃れるために18歳でアメリカに渡った。フィラデルフィアの近くにあった父の農場で仕事をしながら鳥の絵を描いた。やがてケンタッキーで雑貨屋を開くが、店の経営は共同経営者に任せきりで、アメリカ各地を旅して鳥の観察を続けた。1819年に借金のために債務者監獄に入れられ、破産を余儀なくされる。
1820年に北アメリカの鳥類を描いた画集の出版を思い付く。彼が絵を描きためる間、妻が教師をして家計を支えた。しかし画集はアメリカでは出版元が見つからず、オーデュボンは1826年にイギリスに渡る。
画集『アメリカの鳥類』は、1827年から予約販売され、オーデュボンの水彩画を元にした彩色銅版画が収められた。彩色銅版画は435枚におよんだ。オーデュボンは『アメリカの鳥類』の解説書として、スコットランド人の博物学者ウィリアム・マクギリヴレイとの共著で『鳥類の生態』（Ornithological Biography, 1831年 - 1839年）という全5巻の画集を発表した。1839年にアメリカ合衆国に戻り、アメリカ版の『アメリカの鳥類』を出版した。
オーデュボンは画集と並行して文筆活動も行なっていた。1820年から1821年にミシシッピ川、1843年にミズーリ川を蒸気船で旅して動植物やアメリカ先住民について日記に記録した。『鳥類の生態』では鳥の説明を書き、鳥への愛着を表明している。

## 作風
標本を元にして描かれることの多かったそれまでの博物画と違い、オーデュボンの画集では生きた鳥が自然の生息環境の中で躍動的に描かれている。一羽一羽の鳥が実物大の大きさで描かれているのも大きな特色である。
自然を舞台にした文芸作品を好み、ジェイムズ・フェニモア・クーパーやワシントン・アーヴィングらによる物語からも影響を受けている。オーデュボンは各地での旅を通して、アメリカの自然が破壊されてゆく様子を記録した。1810年代と1830年代のオハイオの自然を比較して、ヨーロッパからあふれた人間によって森林が破壊されたことを嘆いた。他方では西部開拓を大事業として評価しており、乱獲や乱伐を否定的に考えつつ、必要な狩猟は肯定的にとらえていた複雑な価値観が表現されている。
オーデュボンは文芸作品において、アメリカ先住民（インディアン）や黒人に近づいて描写をしようとした。当時の白人は一般的にアメリカ先住民や黒人を劣等な人種とみなしていたが、オーデュボンの姿勢はそうした価値観とは異なっており、その点で先駆的と評価されている。オーデュボンは、白人による自然破壊が進むにつれてインディアンの生活が厳しくなることを懸念した。インディアンが酒の飲みすぎで死ぬという白人社会の意見に対して、問題はインディアンの生活の糧である哺乳類や鳥類が白人によって減っている点にあるとオーデュボンは指摘した。

## 影響
彼の名は野鳥の保護をおもな目的とする自然保護団体である「全米オーデュボン協会」の名称に使われているほか、オーデュボン郡 (アイオワ州)、オーデュボン動物園 (ニューオーリンズ市)、オーデュボン公園など功績を称えて命名された施設等は多数存在する。
オーデュボンの著作は、アメリカにおけるネイチャーライティングの作品としても評価されている。博物誌的な内容を文芸的に表現する作家として、同時代のアレクサンダー・ウィルソンやトーマス・ナトールらと並び称されている。ウィルソンの『アメリカの鳥類学』（1808年-1814年）はオーデュボンに影響を与え、オーデュボンの『鳥類の生態』はナトールの『合衆国およびカナダの鳥類に関する手引き』（1832年）に影響を与えた。また、オーデュボンの作品はのちのヘンリー・デイヴィッド・ソローをはじめとするネイチャーライターにも影響を与えた。

## 逸話
- 『アメリカの鳥類』執筆中、すでに完成していた200枚ほどのスケッチをネズミに食いちぎられ、研究を諦めかけたことがある。

仕事で家を数か月留守にしている間に起こった出来事である。彼が語ったところによれば、しばらく茫然自失の状態に陥り、ベッドに伏せたままであったが、次第に力が湧きあがり、再び猛烈な勢いでスケッチを始めたとのこと。

## オーデュボンの博物画（画像集）

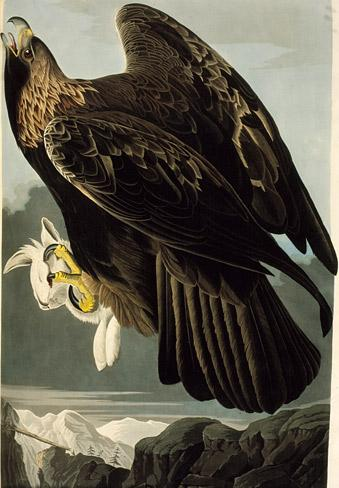
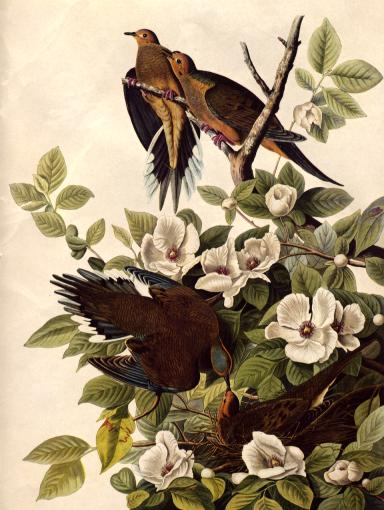
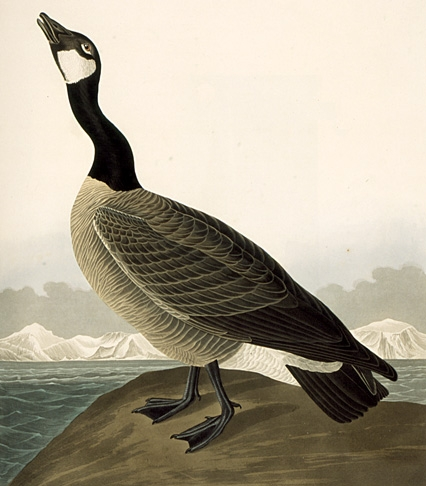
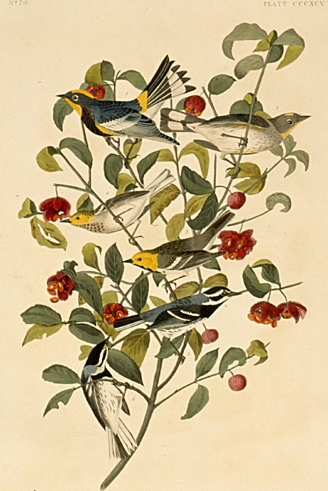
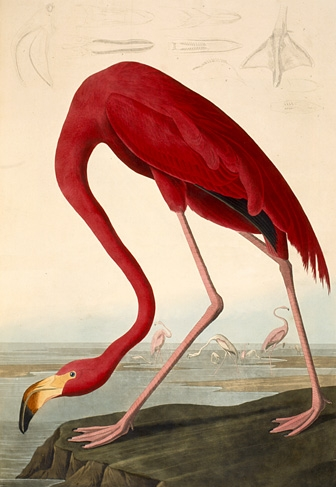
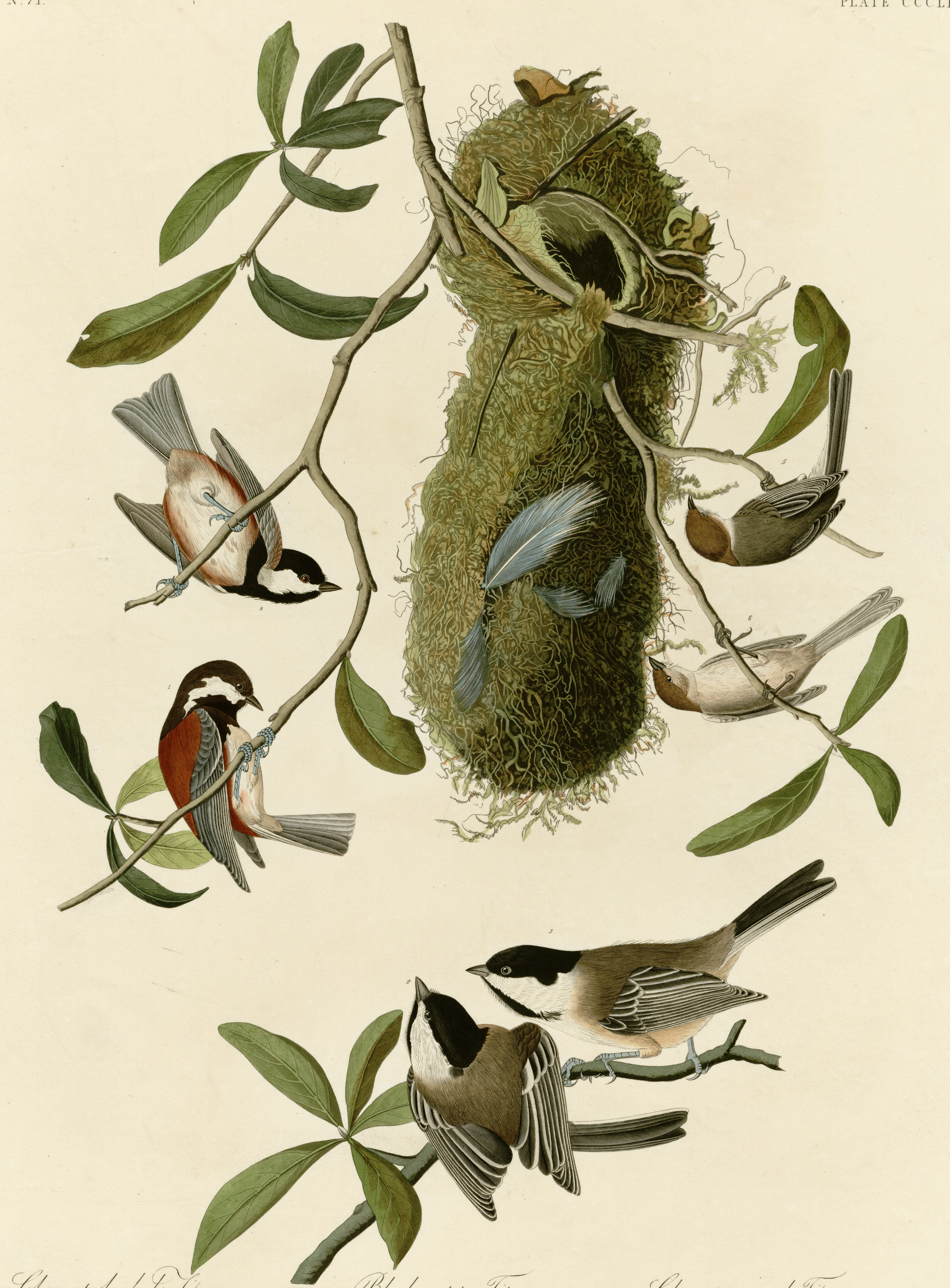
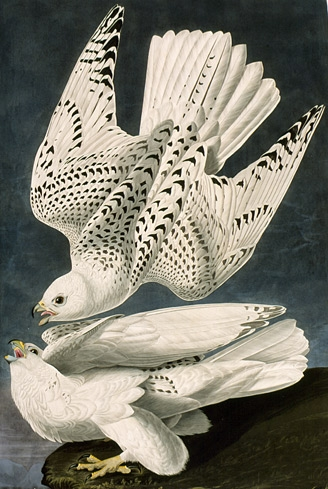
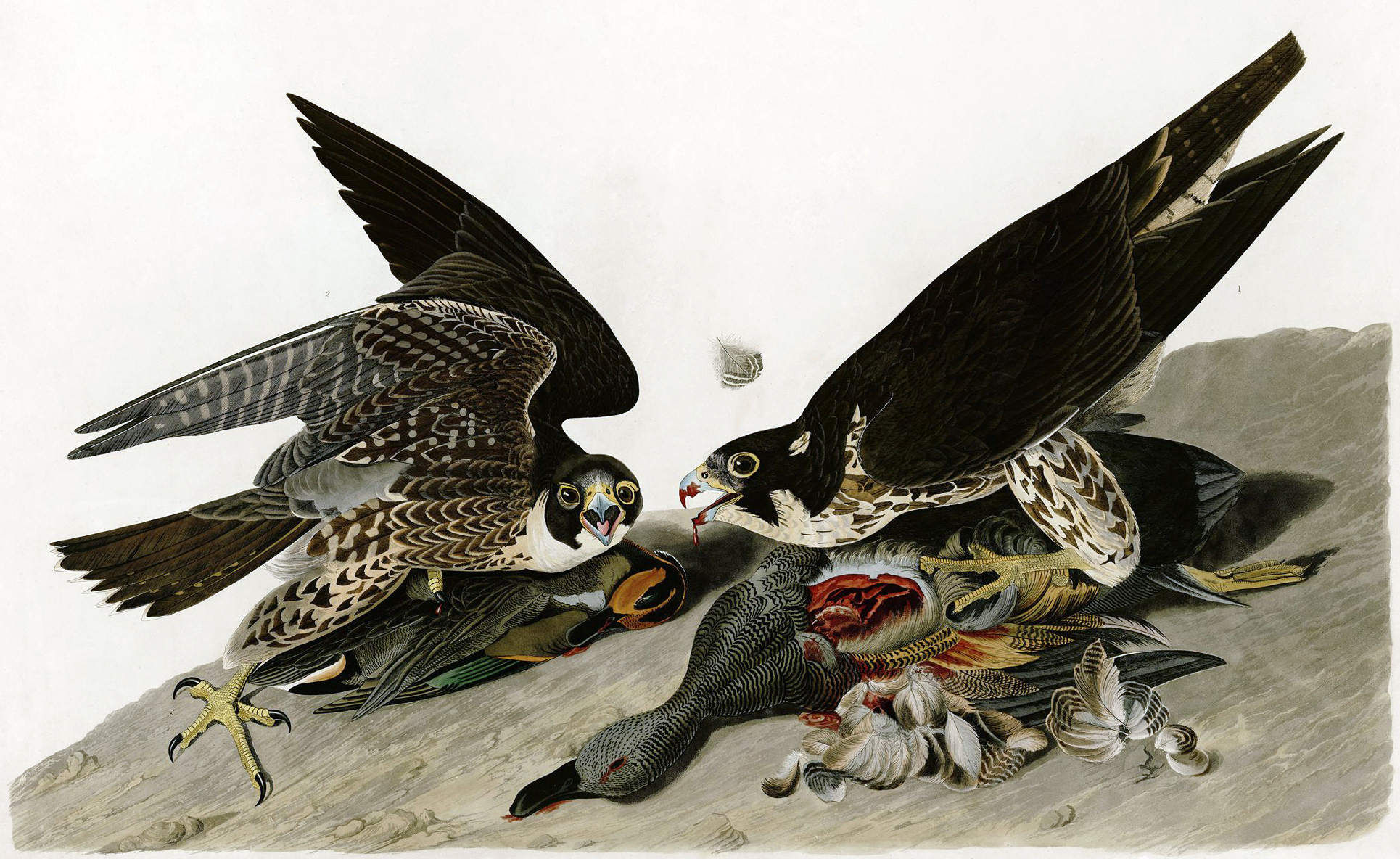
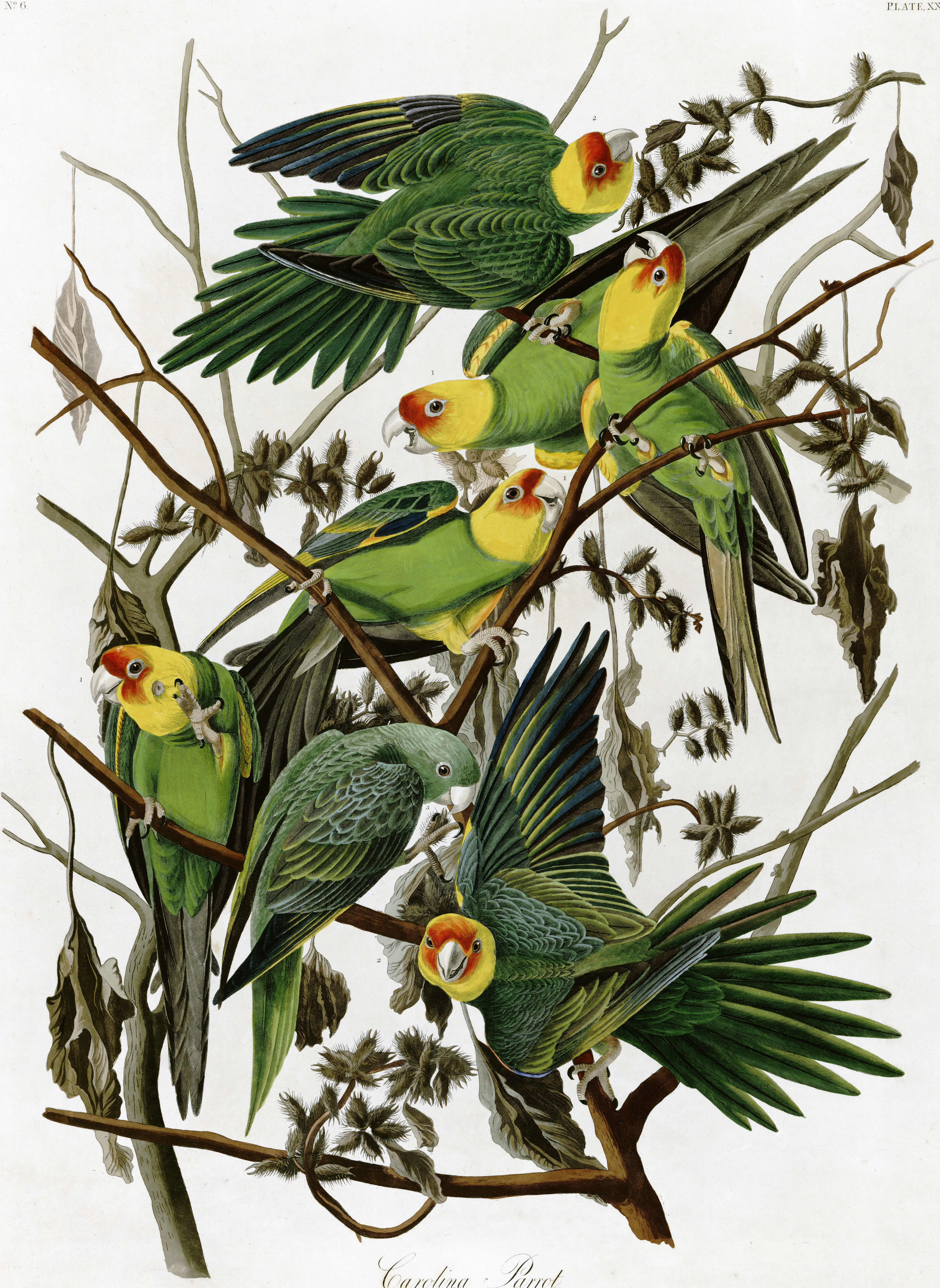
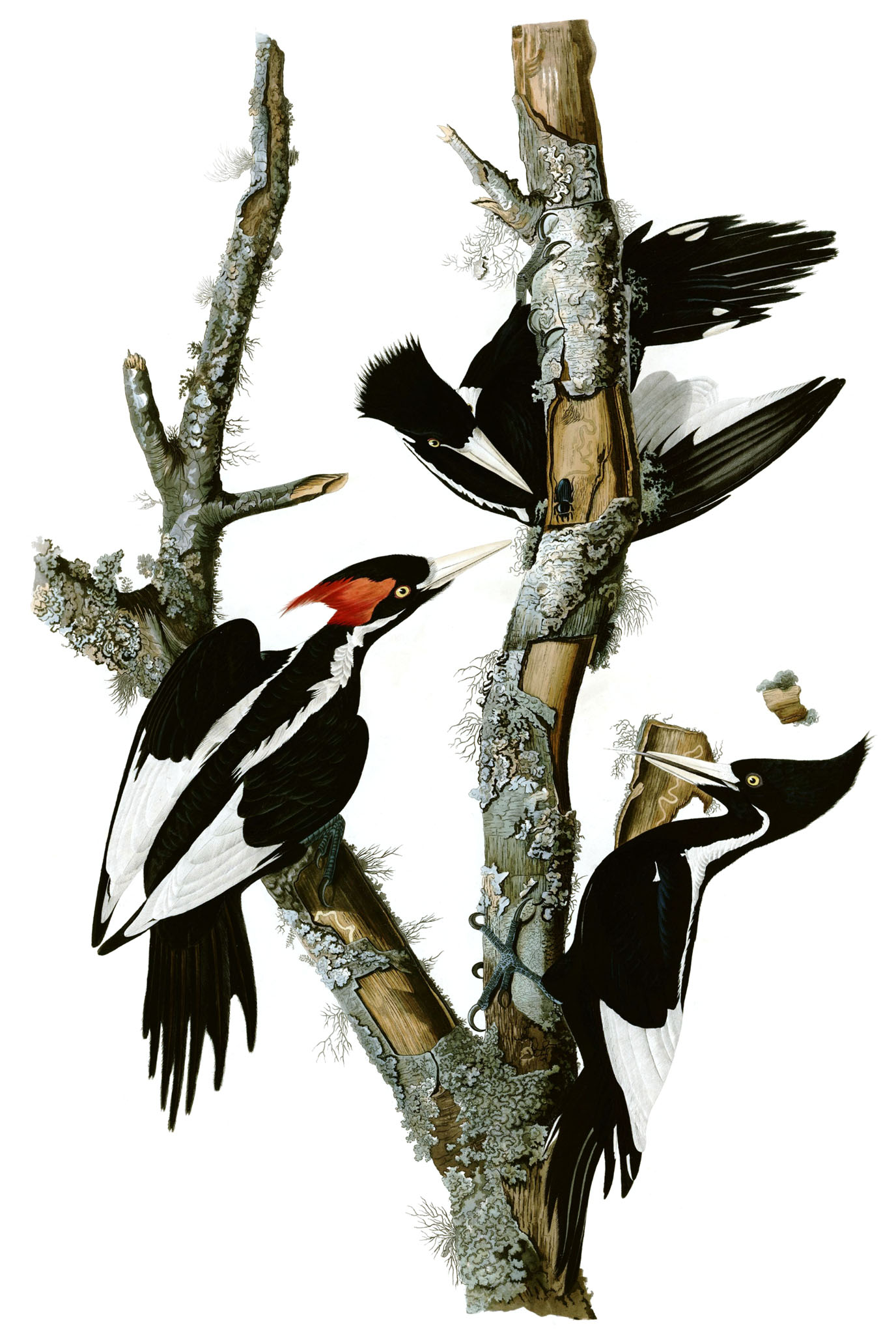
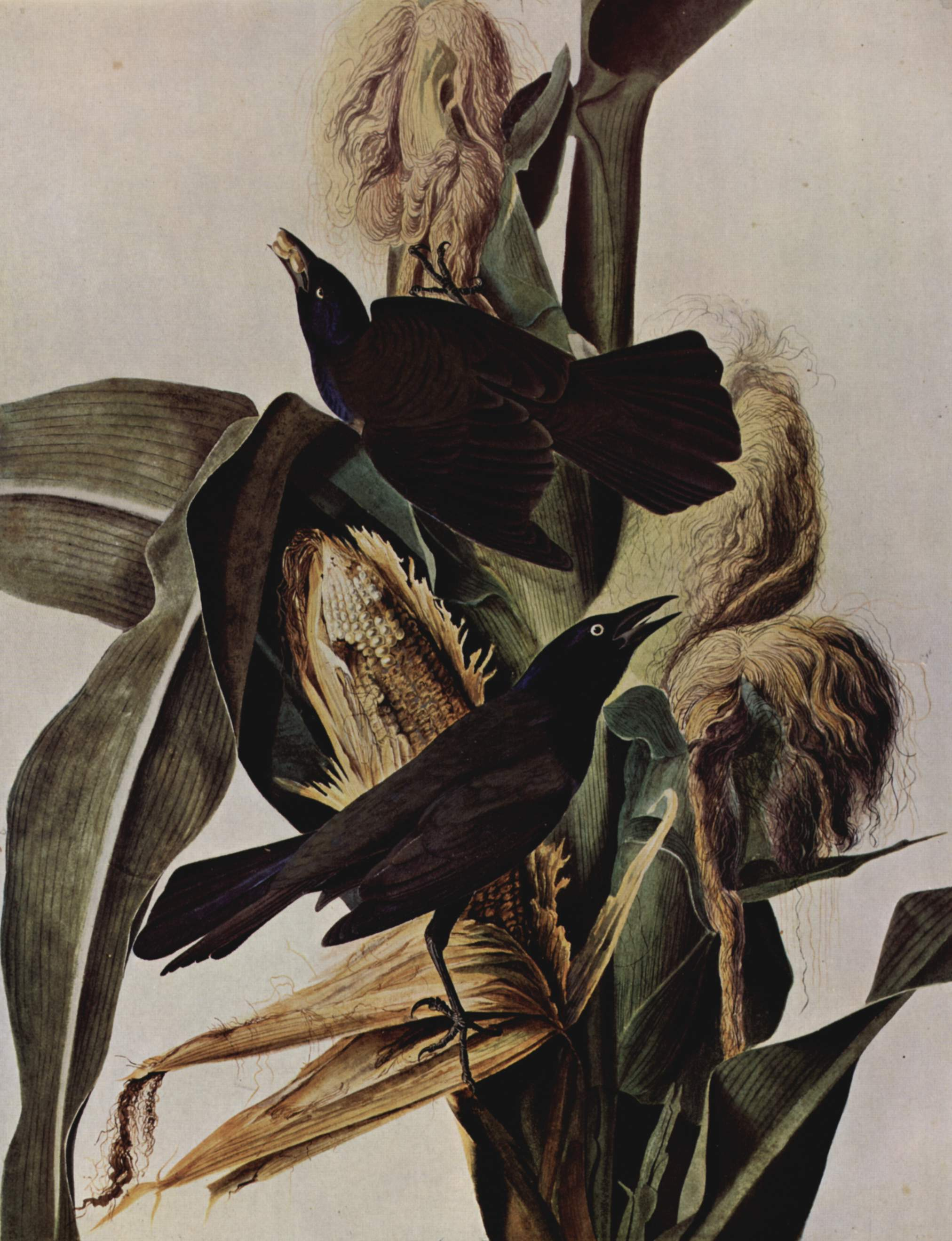
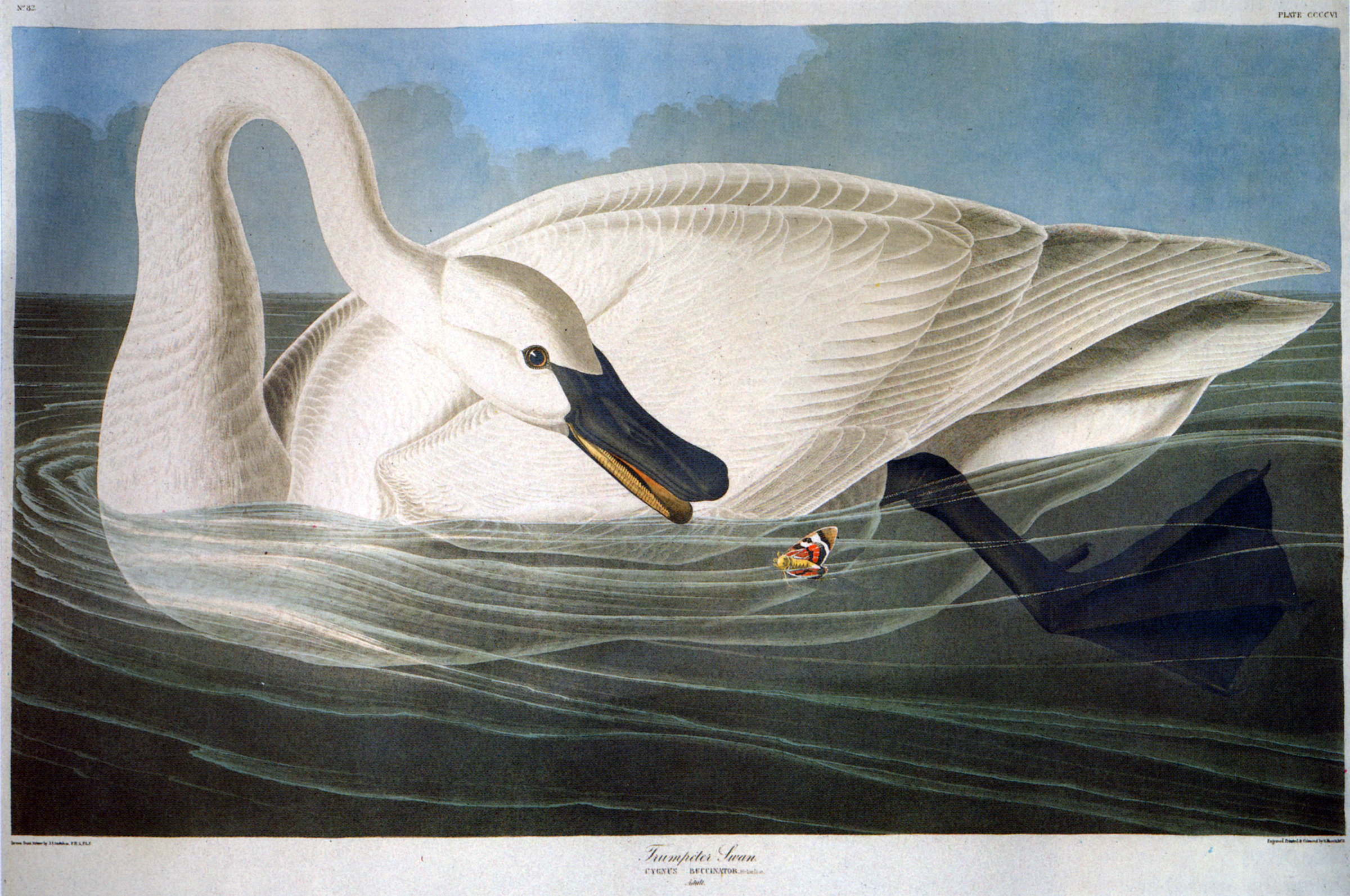
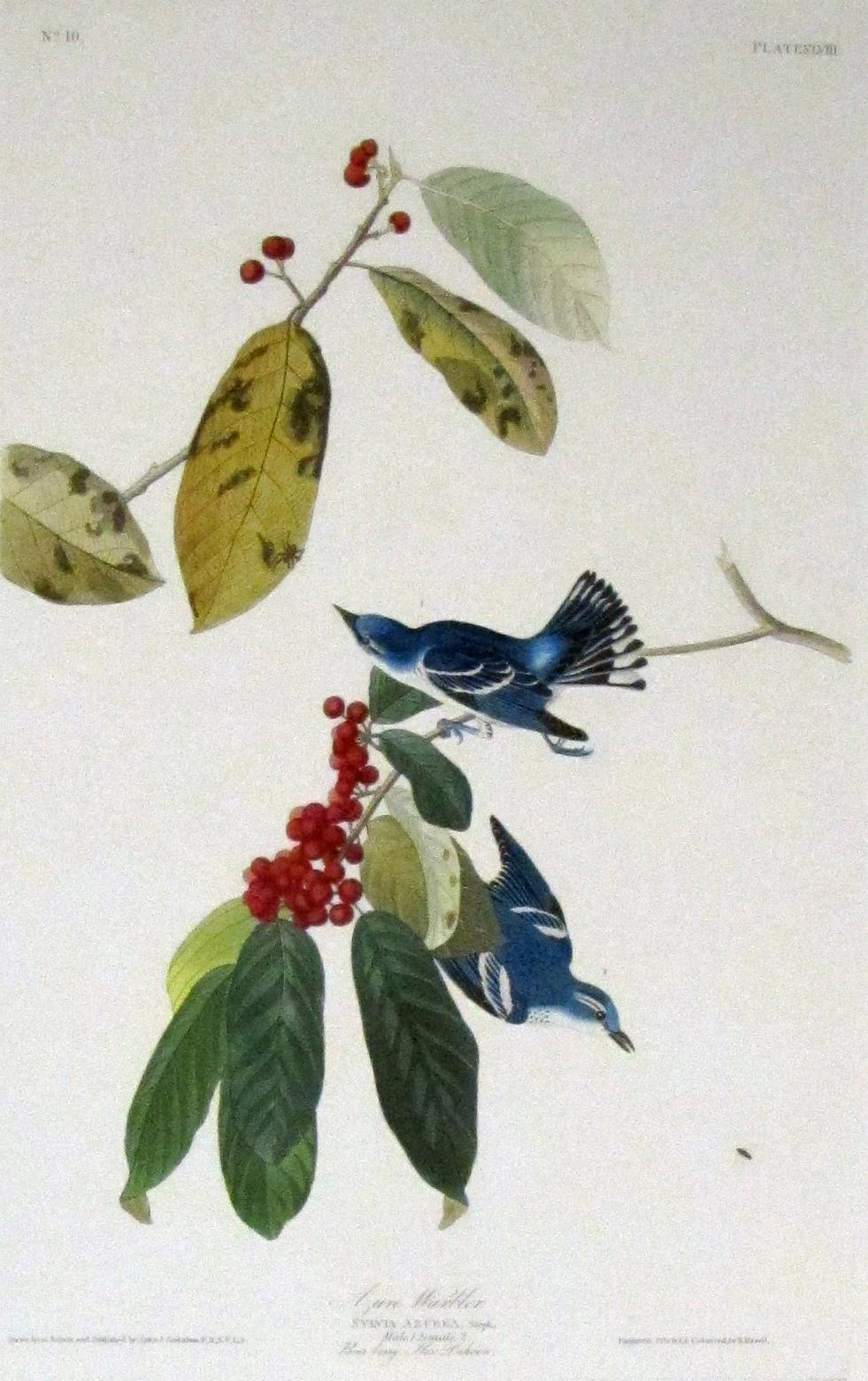
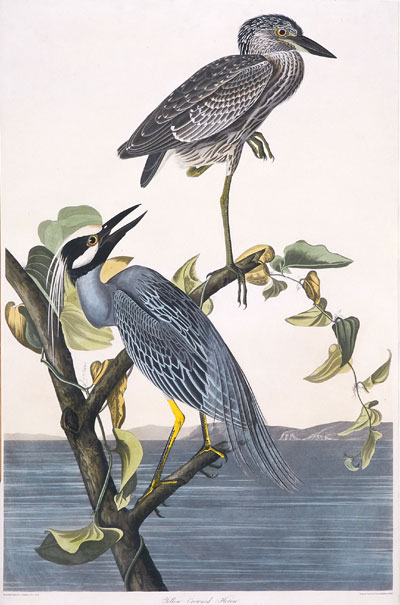
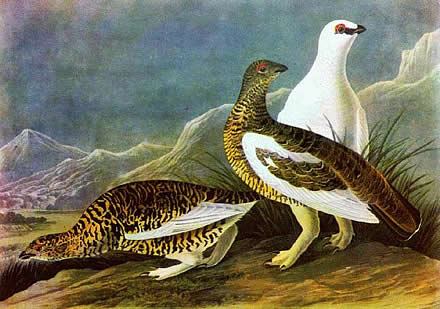
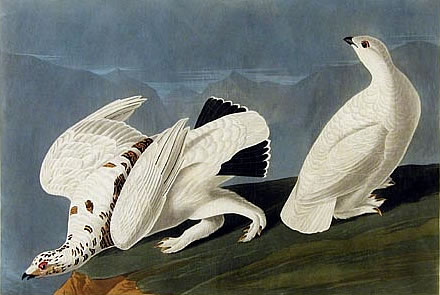
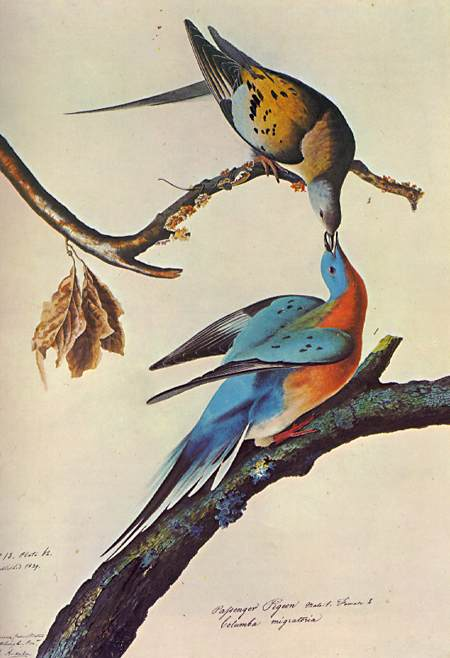
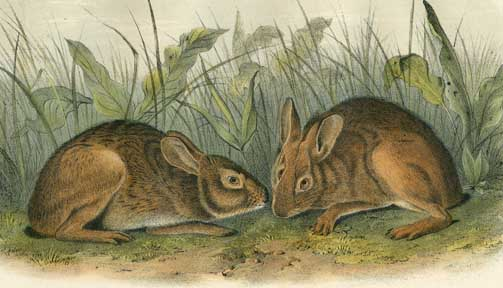
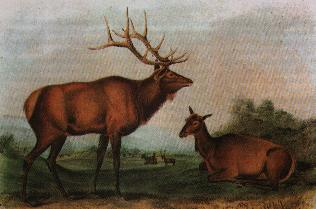
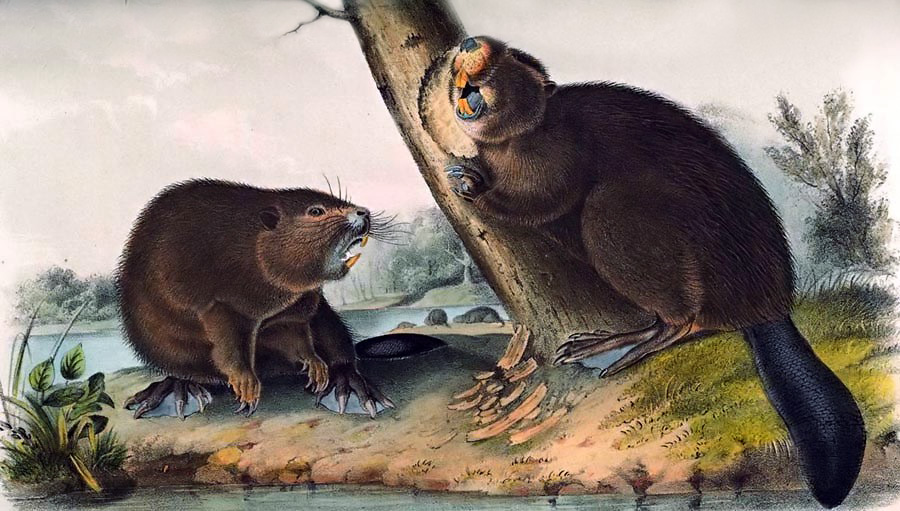

## 著作
- ジョン・ジェームズ・オーデュボン『オーデュボンの鳥　『アメリカの鳥類』セレクション』新評論、2020年